# Gli scorpioni (film)
Gli scorpioni è un film del 1995 del regista statunitense Deran Sarafian.

## Trama
Jack Lerolland, suo fratello Glen, famiglia e amici vanno a fare una breve gita in campagna. Quando il giovane Rich Lerolland è quasi caduto giù, suo padre parte dopo l'auto che è stata coinvolta. L'autista, uno psicopatico di nome Cliff, guida una banda di teppisti. Quando Cliff uccide il fratello di Jack in un incidente automobilistico, questo è l'inizio della catena di eventi che terrorizzerà la famiglia Lerolland. Dopo che le donne del gruppo sono state molestate e Jack ridotto in fin di vita, gli altri membri della banda di Cliff vanno al loro nascondiglio.
Nel frattempo, Jack viene rianimato ed è in grado di recarsi in una stazione di polizia ma viene gettato in una cella e gli viene detto di aspettare lì, mentre l'ufficiale in servizio va a dare un'occhiata al nascondiglio della banda. L'agente di polizia arriva più tardi al nascondiglio ma viene colpito da una sorpresa da Cliff. Dopo questo incidente, Cliff diventa sospettoso di alcuni dei membri della sua banda e uccide uno di loro. Alla stazione, Jack e Hauser, il fratello maggiore di Cliff distruggono la cella e sono liberi. Jack viene ingannato da Hauser per aspettare alla stazione, mentre Hauser prende la macchina della polizia. Successivamente Jack prende un'altra macchina e raggiunge il rifugio per liberare i suoi amici e la sua famiglia.
Cliff è già scappato dal nascondiglio con Hauser e la figlia di Jack; durante la fuga dice alla ragazza che non ricorda di averle ucciso la madre e Hauser confessa di essere lui l'assassino della donna. A questo punto Cliff uccide Hauser per aver preso la colpa di Cliff da anni. Continuano a sfuggire alla cattura della polizia, fino a quando non raggiungono un passaggio a livello. Jack, che ha seguito Cliff, lo insegue dall'altra parte della traversata e ne consegue una battaglia, con Jack che ha preso il sopravvento e che ha ammanettato Cliff alla sua auto. Jack poi sposta la macchina su una delle piste e la lascia per essere distrutta da un treno in avvicinamento, uccidendo Cliff.